# Odiseea
Odiseea (în greacă veche Oδύσσεια, Odysseía) alcătuiește, împreună cu Iliada, un grup de două opere grecești atribuite rapsodului popular orb Homer. Scrisă ulterior evenimentelor narate, în a doua jumătate a secolului VIII î.Hr., Odiseea este una dintre cele mai vechi și renumite lucrări din literatura antică. Ea prezintă peripețiile regelui Odiseu (Ulise) și ale însoțitorilor lui din Itaca, pe drumul de întoarcere acasă, după încheierea Războiului troian.
În multe limbi, termenul de „odisee”, inspirat de această epopee, desemnează o călătorie lungă și plină de aventuri.

## Structură
Opera este alcătuită din 12.109 de versuri împărțite în 24 de cânturi, descriind rătăcirile regelui după zece ani de război, și încă alți zece ani de peripeții, în drumul său de reîntoarcere pe mica insulă Itaca.
Pentru a crea o atmosferă încordată, Homer recurge la un complex de istorisiri paralele, cu privire în trecut, și aspecte de perspectivă, cu povestiri și descrieri alternative. Acțiunea nu este prezentată cronologic, începând cu invocarea muzei de către Homer și prezentarea consiliului zeilor cu privire la soarta lui Odiseu. Printre temele cruciale ale poemului se numără ideile de nostos (νόστος; „întoarcere”), rătăcire, xenia (ξενία; „ospitalitate”), încercări și preziceri.

## Fragment din text
Cântul I
Ἄνδρα μοι ἔννεπε, Μοῦσα, πολύτροπον, ὃς μάλα πολλὰ

πλάγχθη, ἐπεὶ Τροίης ἱερὸν πτολίεθρον ἔπερσε·

πολλῶν δ’ ἀνθρώπων ἴδεν ἄστεα καὶ νόον ἔγνω,

πολλὰ δ’ ὅ γ’ ἐν πόντῳ πάθεν ἄλγεα ὃν κάτα θυμόν,

ἀρνύμενος ἥν τε ψυχὴν καὶ νόστον ἑταίρων.

Ἀλλ’ οὔδ΄ ὣς ἑτάρους ἐρρύσατο, ἱέμενός περ·

αὐτῶν γὰρ σφετέρῃσιν ἀτασθαλίῃσιν ὄλοντο,

νήπιοι, οἳ κατὰ βοῦς Ὑπερίονος Ἠελίοιο

ἤσθιον· αὐτὰρ ὃ τοῖσιν ἀφείλετο νόστιμον ἦμαρ.

Τῶν ἁμόθεν γε θεά, θύγατερ Διός, εἶπε καὶ ἡμῖν.
Transcriere cu alfabet latin
Ạndra moi ẹnnepe, Moụsa, polỵtropon, họs mala pọlla

plạnchthē, epeị Troiẹ̄s hierọn ptoliẹthron epẹrse;

pọllōn d'ạnthrōpọ̄n iden ạstea kaị noon ẹgnō,

pọlla d' ho g' ẹn pontọ̄ pathen ạlgea họn kata thỵmon,

ạrnymenọs hēn tẹ psychẹ̄n kai nọston hetaịrōn.

ạll' oud' họ̄s hetaroụs errhỵsato, hịemenọs per;

aụtōn gạr spheterẹ̄sin atạsthaliẹ̄sin olọnto,

nẹ̄pioi, hoị kata boụs Hyperịonos Ẹ̄elioịo

ẹ̄sthion; aụtar ho toịsin apheịleto nọstimon ẹ̄mar.

Tọ̄n hamothẹn ge, theạ, thygatẹr Dios, eịpe kail hẹ̄min.

Traducerea aceluiași text
Cântă-mi, o, Muză, bărbatul cu gând iscusit, care-ntruna

Dus fu pe mare, când, sfântă, a Troiei cetate luat-a

Și, printre mulți muritori, a văzut și cetăți, și obiceiuri!

Multe-a avut el de tras și pe mare, cu sufletu-i ager,

Viața păzindu-și mereu, și întoarcerea soților mândri!

Da, nici așa, pe tovarăși să-i scape, oricât a dorit-o,

N-a izbutit, căci smintirea i-a dus, fără leac, la pierzare,

Bieții de ei, când mâncară-ale Soarelui falnic cirede -

Hyperion, care lor le-a răpit a întoarcerii clipă.

Despre acestea, Zeiță, fiică-a lui Zeus, ne grăiește!

## Personaje principale

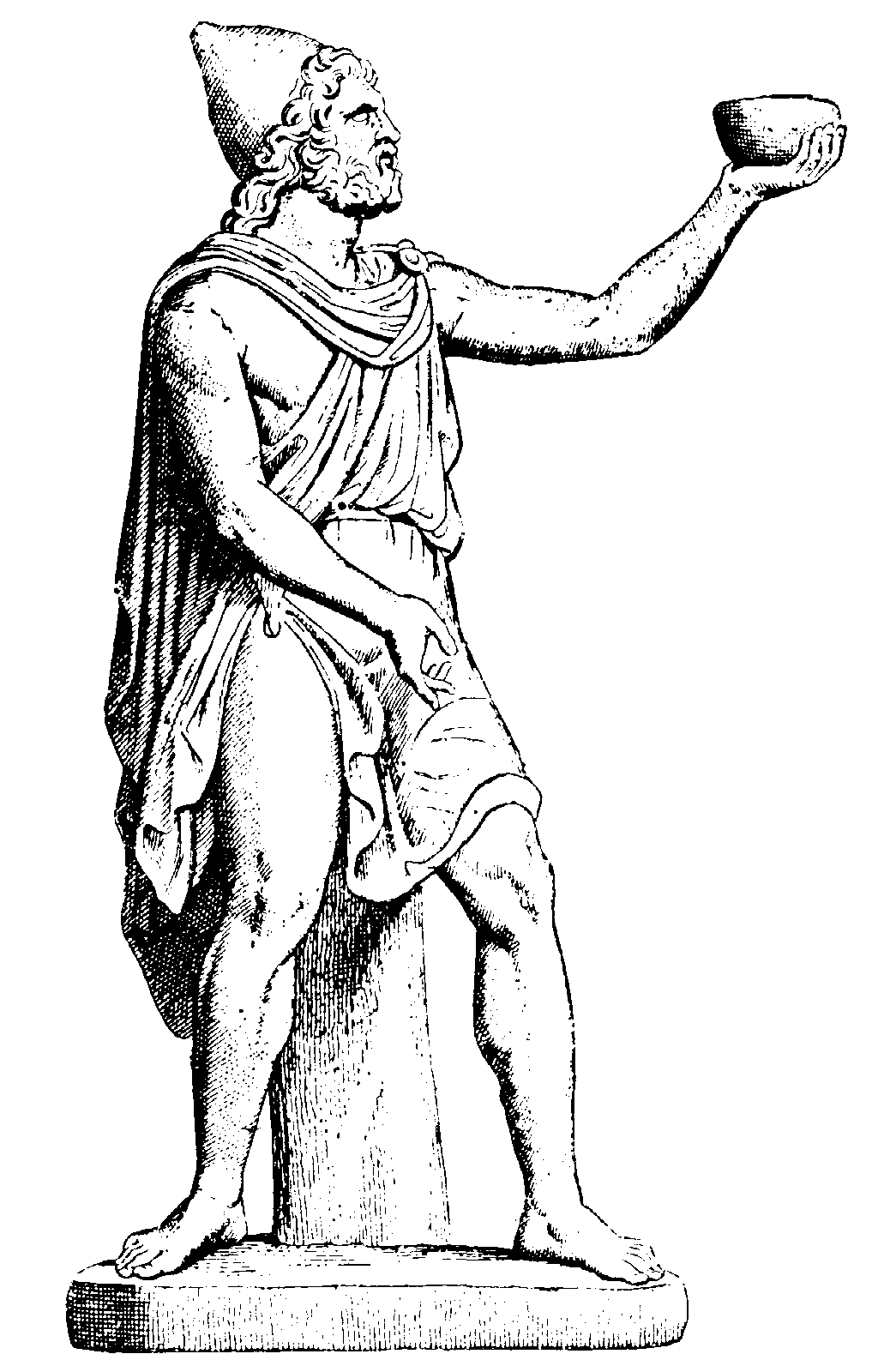
Odiseu oferind ciclopului Polifem o cupă de vin.

### Zeități
- Zeus
- Pallas Atena
- Hermes
- Poseidon
- Helios
- Eol

### Eroi și monștri
- Odiseu
- Penelopa
- Telemah
- Calypso
- Polifem
- Nestor
- Menelau
- Elena din Troia
- Regele Alcinou și regina Arete
- Nausicaa
- Circe
- Umbra lui Tiresias
- Sirenele
- Scila
- Caribda
- Porcarul Eumeu
- Eurycleia
- Antinou
- Câinele Argos

## Rezumat

### Telemah (cânturile I-IV)

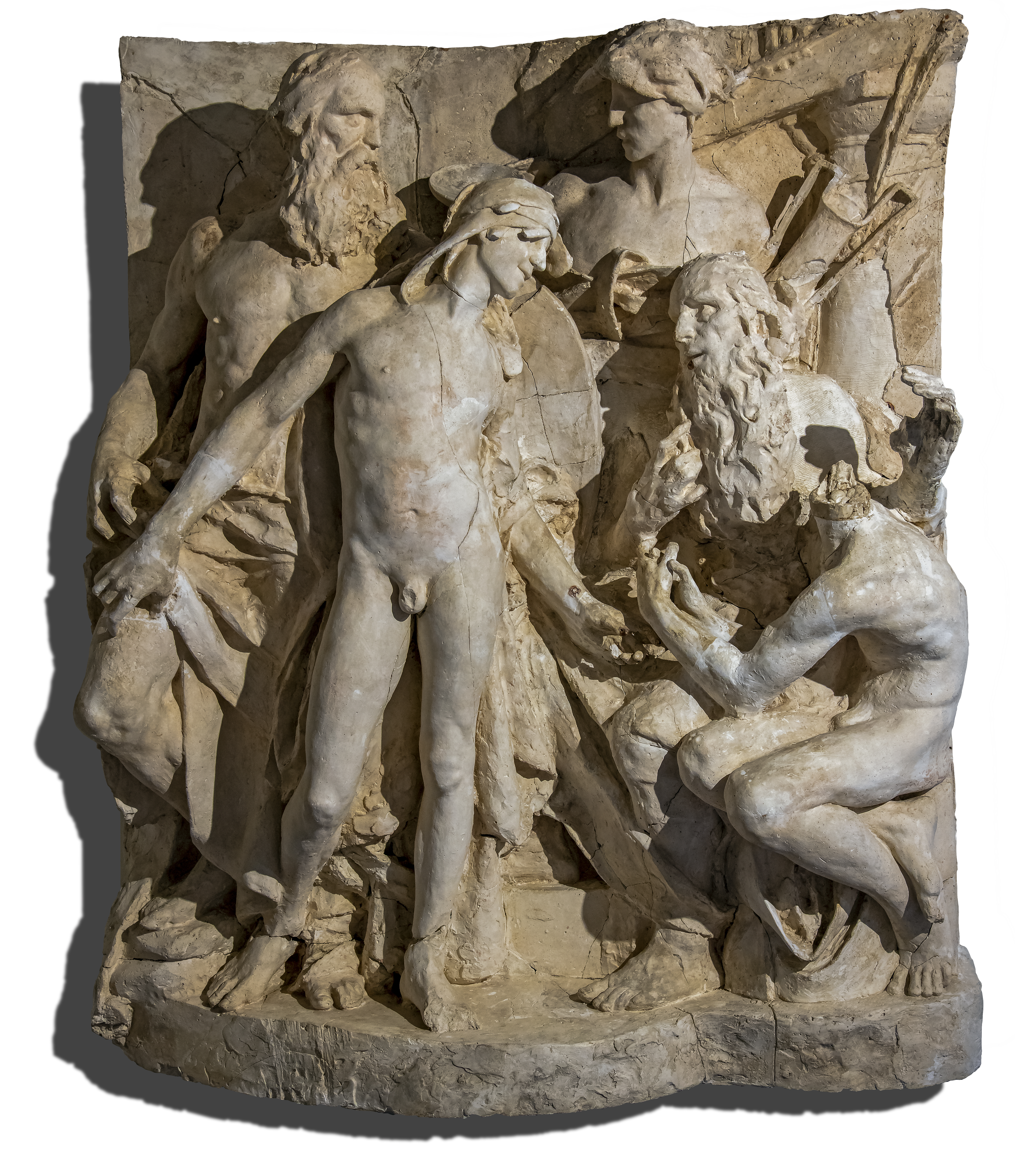
Telemah, primit la Pylos de către Nestor.
(Antoine Bourdelle)</br>

Zeii Olimpului, persuadați de înțeleapta Atena, hotărăsc că a venit vremea ca Odiseu să se întoarcă, în sfârșit, acasă, în Itaca. Eroul este reținut de șapte ani de către nimfa Calypso. Fiul său, Telemah, îi duce teribil dorul și se decide să ceară informații despre el călătorind în Pylos și Sparta. Este batjocorit de Antinou și gloata de pețiori, care așteaptă să primească mâna soției lui Odiseu, Penelopa. Tânărul este ajutat de Atena în drumeția sa, fiind primit la Pylos de către Nestor, luptat în Războiul troian. Bătrânul îl încurajează pe băiat să meargă și în Sparta, la Menelau, care sosise ultimul de pe căile mării. Telemah pornește a doua zi în deplasare, într-un car de luptă, fiind însoțit de fiul lui Nestor, Pisistrate. La Sparta, Telemah îi găsește pe Menelau și Elena, acum împăcați. Cei doi povestesc cum s-au întors în Sparta, după o lungă călătorie prin Egipt. Acolo, pe insula Pharos, Menelaus îl întâlnește pe bătrânul zeu marin Proteus, care îi spune că Odiseu a fost captiv al nimfei Calypso. Telemah mai află și soarta fratelui lui Menelau, Agamemnon, rege al Micenei și conducător al grecilor la Troia. Fusese ucis la întoarcerea acasă de soția sa, Clitemnestra, și de iubitul ei, Egist. 
Povestea se mută pentru scurt timp la pețitori, care abia și-au dat seama că Telemah a plecat. Supărați, ei pun la cale un plan pentru a-i prinde în ambuscadă corabia și a-l ucide în timp ce navighează înapoi acasă. Penelopa le aude complotul și își face griji pentru siguranța fiului ei.

### Către cetatea feacilor (cânturile V-VIII)
În decursul anilor în care Odiseu a fost captivul lui Calypso pe insula Ogygia, aceasta s-a îndrăgostit profund de el, chiar dacă el îi respinge ofertele de nemurire ca soț al ei, și își plânge încă dorul de casă. Zeul mesager Hermes, trimis de Zeus ca răspuns la rugămintea Atenei, îi ordonă să îl elibereze. Odiseu construiește o plută și străbate marea, ajungând aproape de Țara Feacilor. Poseidon trimite o ultimă furtună, distrugând pluta, dar, ajutat de un voal dat de nimfa mării, Ino (Leucothea), Odiseu înoată până la țărm. Gol și epuizat, se ascunde într-o grămadă de frunze și adoarme.
A doua zi dimineață, trezit de râsete de fete, eroul o vede la spălat de rufe pe tânăra Nausicaa, fiica conducătorilor feaci. Apelând la ajutor, fata îl încurajează să ceară ospitalitatea părinților ei, Arete și Alcinou. La curtea regală, Alcinou îi promite că îi va pune la dispoziție o corabie pentru a-l întoarce acasă. El rămâne pentru câteva zile. Odiseu îl roagă pe cântărețul orb Demodocos să-i spună povestea Calului Troian, o stratagemă în care el jucase un rol principal. Incapabil să-și ascundă emoția în timp ce retrăiește acest episod, Odiseu plânge și își dezvăluie, în sfârșit, identitatea. Apoi, povestește întoarcerea sa din Troia.

### Povestirile lui Odiseu (cânturile IX-XII)
Peripețiile lui Odiseu încep după ce părăsește, cu 12 corăbii, ruinele orașului Troia, jefuindu-i pe tracii ciconi, aliații Troiei, de care vor fi ulterior alungați. Ajunși pe insula Lotofagilor, unii din însoțitorii lui mănâncă din fructele lor, uitându-și patria, Itaca. Cei rămași ajung, împreună cu Odiseu, pe insula ciclopilor, uriașii cu un singur ochi. Echipajul intră în peștera ciclopului Polifem, fiul lui Poseidon. Acesta devorează câțiva soldați greci, înspăimântându-l chiar și pe Odiseu. Eroul născocește calea de a-l îmbăta pe monstru cu vin, și apoi îl orbește cu un țăruș. Odiseu și oamenii săi reușesc, în cele din urmă, să scape din peșteră, ascunzându-se sub burta oilor, lăsate de ciclop să iasă la păscut. Rănirea ciclopului atrage însă un blestem asupra lui Odiseu, înfrânat de Posedion din a mai ajunge acasă.

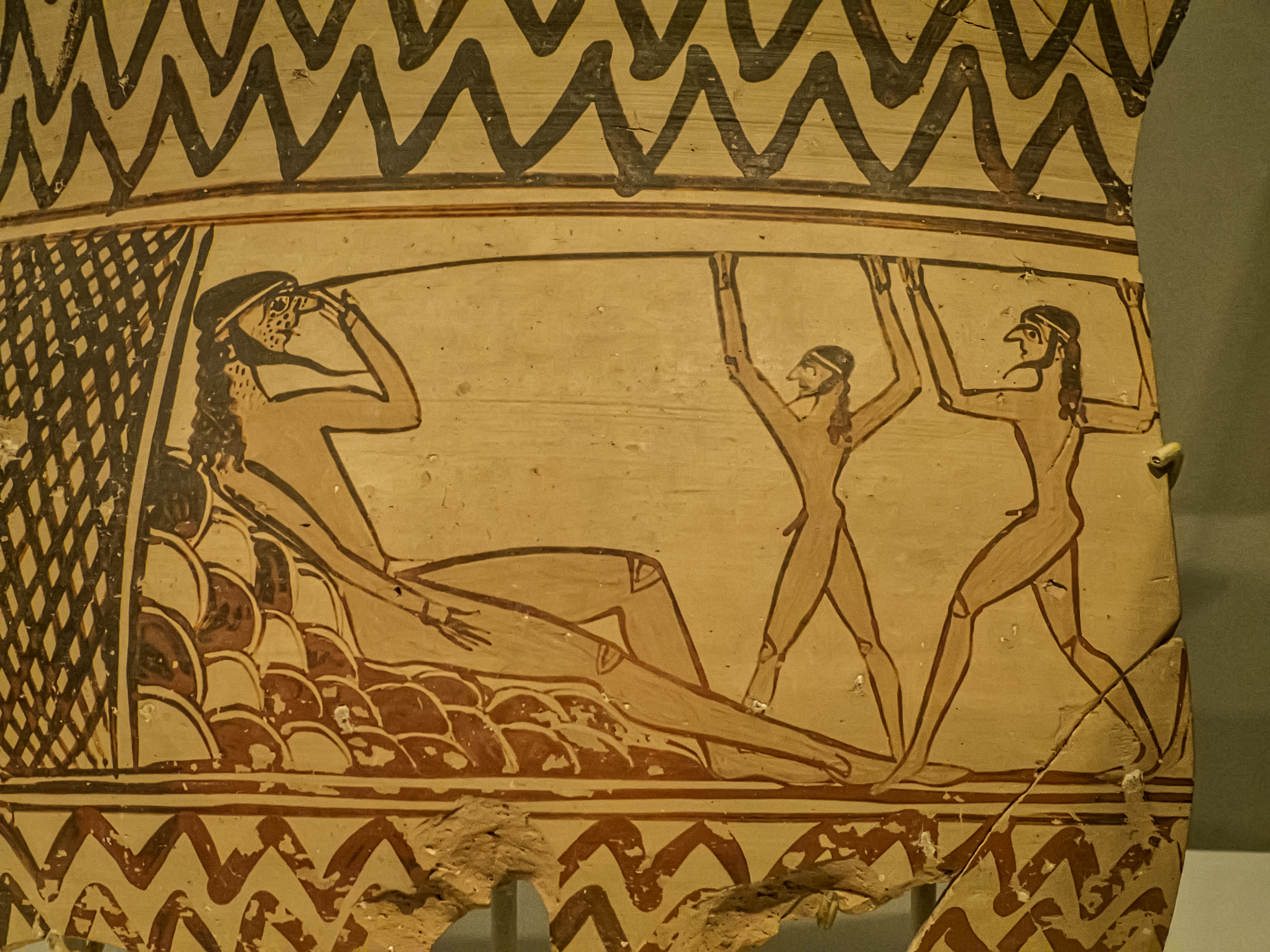
Odiseu și ostașii îl orbesc pe Polifem. (Vas din 670 î.Hr.)
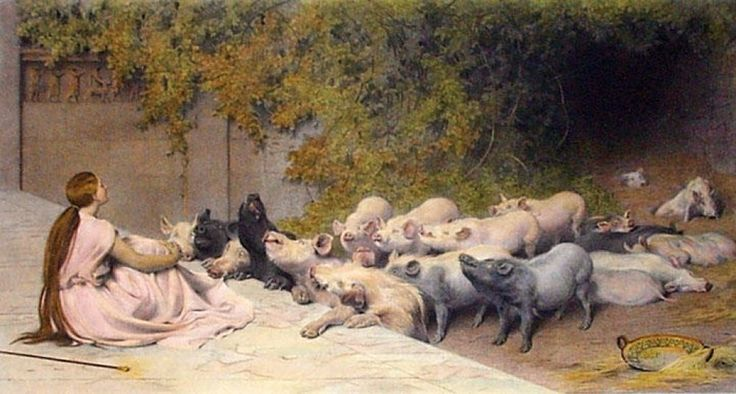
Circe transformă bărbații în porci. (Briton Rivière, 1896)
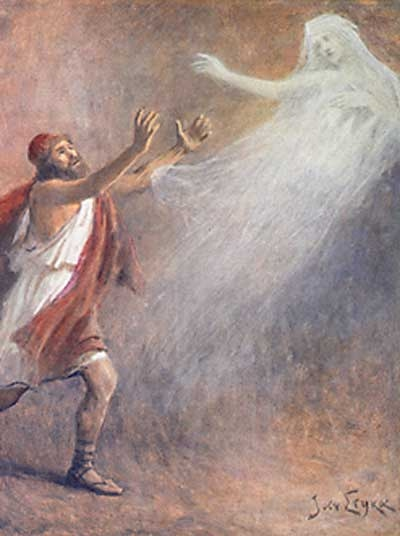
Odiseu întâlnește duhul mamei sale, Anticleia. (Jan Styka)
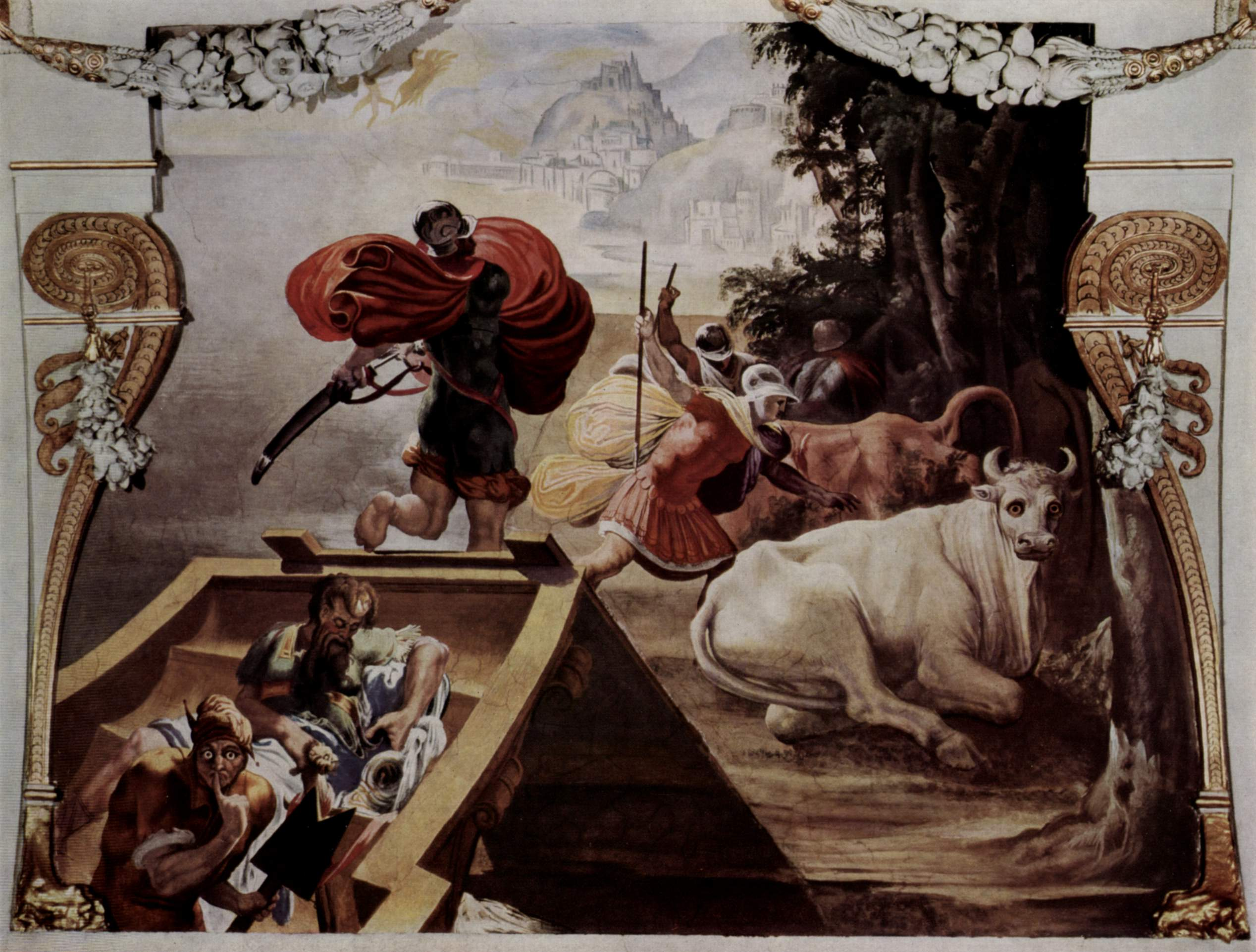
Însoțitorii lui Odiseu fură vitele sfinte ale Soarelui. (Pellegrino Tibaldi, 1554-1556)

După ce ancorează pe insula acestuia, Odiseu primește în dar de la Aiolos (Eol), regele vântului, un sac cu vânturi. Ajunși aproape de casă, însoțitorii săi, curioși și lacomi, deschid sacul, pornind o furtună care-i mână din nou departe de casă. Astfel, ajung pe insula Aiaia, a vrăjitoarei Circe, care îi preschimbă pe însoțitorii lui Odiseu în porci și îi reține prin farmecele sale. Odiseu este protejat de acestea prin intervenția lui Hermes. Grecii petrec apoi cu vrăjitoarea timp de un an, până când aceasta îl sfătuiește pe erou să meargă în Țara Morților, pentru a cere sfatul prorocului Tiresias. Corabia lui Odiseu străbate, așadar, marea, până la hotarele lumii, la Cimmerienii de lângă Ocean. Aici, eroul aduce jertfele pomenite de Circe și invocă duhurile celor morți. Odiseu își întâlnește astfel mama, dar și pe Ahile, Agamemnon, Patroclu, Heracle și Tiresias. După ceremonial, aheii pornesc iar pe ape și se întorc la Circe.
Drumul spre Itaca mai este îngreunat și de sirene, ale căror glasuri fermecate duc corăbierii la pieire, ademenindu-i să își zdrobească corăbiile de stânci. Curios să afle cum sună cântecul lor, Odiseu le cere marinarilor săi să își astupe urechile cu ceară, iar pe el să îl lege de catarg, precizând că nu trebuie să fie dezlegat cu niciun preț. Astfel reușește să asculte cântecul sirenelor, evitând însă pericolul scufundării. Împreună cu echipajul său, Odiseu izbutește să traverseze cu bine și strâmtoarea dintre cei doi monștri, Scila și Caribda. Înfometați, ajung apoi pe insula lui Helios, zeul soarelui, unde însoțitorii lui Odiseu fură din vitele sacre ale zeului, pentru a își potoli foamea. Drept pedeapsă pentru acest sacrilegiu, aceștia mor ulterior într-o furtună, din care numai Odiseu, care nu mâncase, reușește să scape. El ajunge pe insula nimfei Calypso.

### Întoarcerea la Itaca (cânturile XIII-XX)

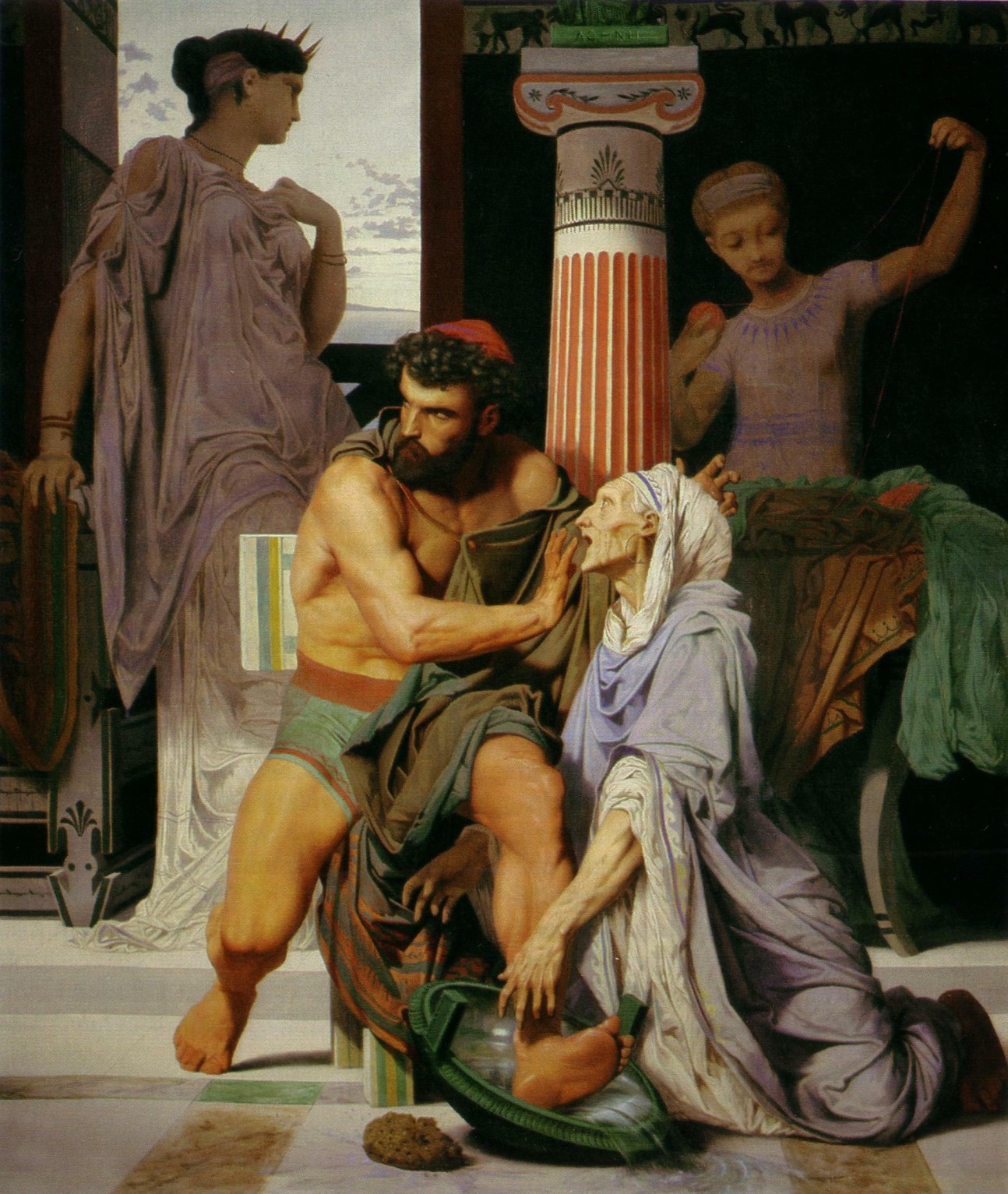
Eurycleia îl recunoaște pe Odiseu.
(Tablou de Gustave Boulanger)</br>

După ce îi ascultă povestea, feacii, profund impresionați, sunt de acord să-i ofere lui Odiseu o comoară mai mare decât ar fi primit din prada Troiei. Ei îl transportă noaptea, în timp ce el doarme adânc, într-un port ascuns din Itaca. Odiseu se trezește și crede că a fost aruncat pe un tărâm îndepărtat, înainte ca Atena să apară și să-i dezvăluie că se află, într-adevăr, în Itaca. Ea îi ascunde comoara într-o peșteră din apropiere și îl deghizează într-un cerșetor bătrân, pentru ca el să vadă cum stau lucrurile în cetate. Ajunge la coliba unuia dintre sclavii săi, Eumaios, un crescător de porci, care îl tratează cu ospitalitate și vorbește favorabil despre Odiseu.
Telemah navighează spre casă din Sparta, evitând ambuscada întinsă de pețitori. El debarcă pe coasta Itacăi și îl întâlnește pe Odiseu. Odiseu i se dezvăluie lui Telemah (dar nu și lui Eumaios), iar cei doi decid că pețitorii trebuie să fie uciși. Telemah pleacă primul acasă. Însoțit de Eumaios, Odiseu se întoarce la casa sa, pretinzând în continuare că este cerșetor. Este ridiculizat de pețitorii din propria casă, în special de Antinou. 
Identitatea lui Odiseu este descoperită și de slujnica Eurycleia, când aceasta îi recunoaște o cicatrice veche, în timp ce îi spală picioarele. Eurycleia încearcă să-i spună Penelopei adevărul, dar Atena se asigură că Penelopa nu o poate auzi. Odiseu îi cere Eurycleiei să jure că va păstra secretul.

### Uciderea pețitorilor (cânturile XXI-XXIV)

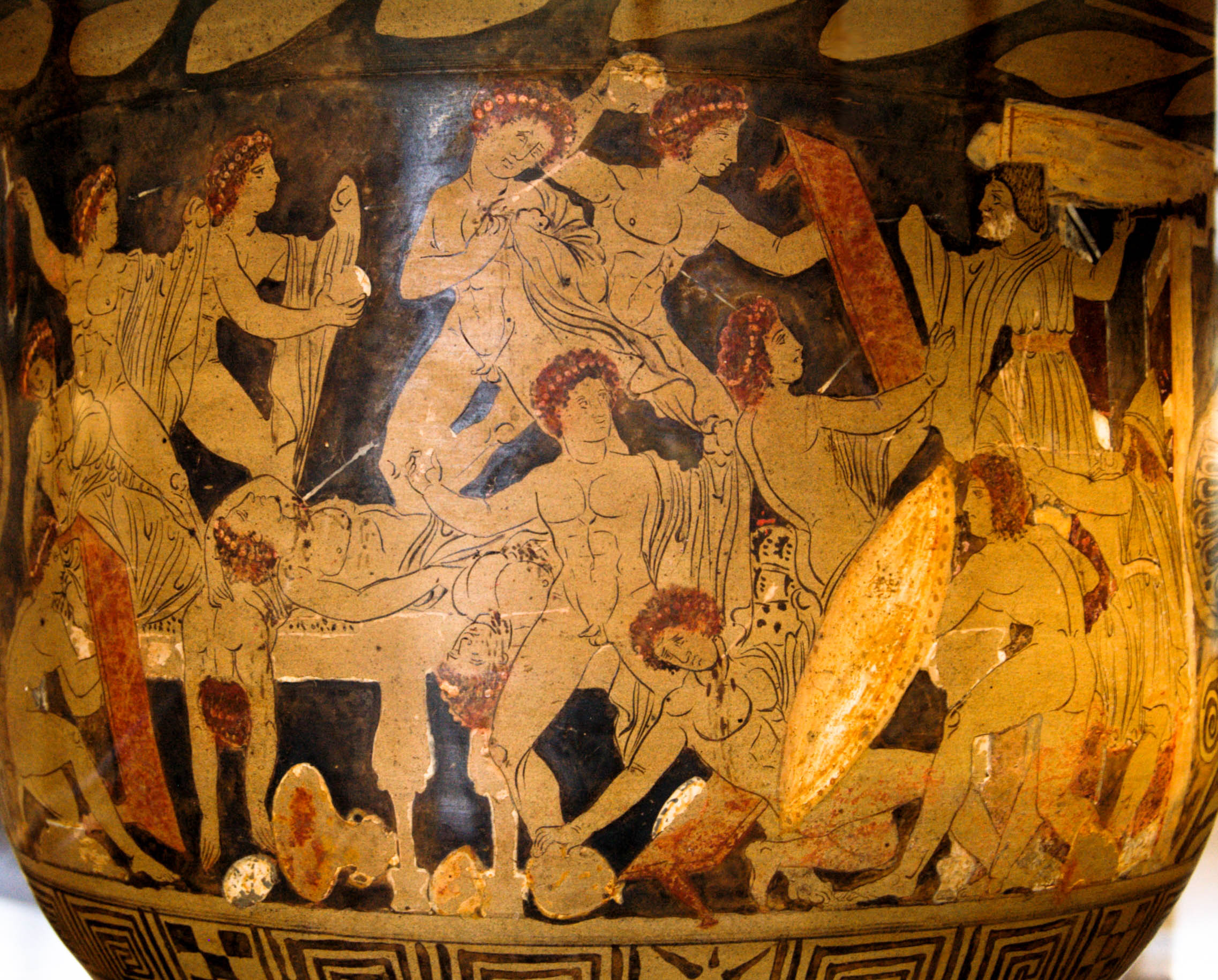
Telemah și Odiseu ucid pețitorii.
(Vas din 330 î.Hr., Muzeul Luvru)</br>

A doua zi, la îndemnul Atenei, Penelopa îi convinge pe pretendenți să concureze pentru mâna ei printr-un concurs de tir cu arcul, folosind arcul lui Odiseu. Va câștiga cel care va reuși să întindă arcul și să tragă o săgeată printre o duzină de capete de topor. Odiseu ia parte la competiție și este singurul suficient de puternic pentru a întinde arcul și a trage săgeata printre cele douăsprezece topoare, ceea ce îl face câștigător. Apoi își aruncă zdrențele și îl ucide pe Antinou cu următoarea săgeată. Odiseu și Telemah îi ucid pe ceilalți pretendenți, mai întâi folosind restul săgeților și apoi cu săbiile și sulițele. După ce bătălia este câștigată, Telemah spânzură și douăsprezece dintre servitoarele lor din casă, pe care Eurycleia le identifică ca fiind vinovate de trădarea Penelopei și de faptul că au făcut sex cu pețitorii. Odiseu se arată Penelopei. Ea este ezitantă, dar îl recunoaște atunci când acesta descrie cum și-a făcut patul dintr-un măslin încă înrădăcinat în pământ, detaliu pe care nimeni altcineva n-ar fi putut să-l știe.
Odiseu urmează să-și revadă tatăl, Laerte, cu care stă de vorbă la casa lui de la țară. Bărbații cetății, înfuriați de moartea fiilor lor, pețitorii, se răscoală împotriva lui Odiseu. Acesta îi înfruntă vitejește până când Atena, sub chipul prietenului lui Odiseu, Mentor, face pace între toți cei implicați.

## Traduceri în limba română
- Homer, Odysseia, tradusă în hexametri de Dan Slușanschi și ilustrată de Alexandru Rădvan, Editura Humanitas, București, 2012, ISBN 978-973-50-3701-7.
- Homer, Odiseea, traducere de George Coșbuc, Editura pentru Literatură, București, 1966.
- Homer, Odiseea, În romînește de G. Murnu, Studiu introductiv și comentarii de D.M. Pippidi, Editura de Stat pentru Literatură și Artă, București, 1956.
- Homer, Odiseea, traducere în proză de Eugen Lovinescu, București, 1935, reeditată în 1955 (BPT) și în 1966 (ELU).